# Syv liv
Syv liv (originaltitel Seven Pounds) er en amerikansk film fra 2008 og den blev instrueret af Gabriele Muccino.

## Medvirkende
- Will Smith som Ben Thomas
- Rosario Dawson som Emily Posa
- Woody Harrelson som Ezra Turner
- Madison Pettis som Connies datter
- Barry Pepper
- Sarah Jane Morris som Susan
- Michael Ealy
- Robinne Lee som Sarah Jenson
- Bill Smitrovich som George Ristuccia
- Dale Raoul som Hospital Volunteer